# Fiordo Finn Malmgren
Il Fiordo Finn Malmgren (in norvegese: Finn Malmgrenfjorden) è un fiordo nella Terra di Orvin parte della Terra di Nord-Est (Nordaustlandet), alle Isole Svalbard, tra l'isola Glenhalvøya ed il promontorio Bergstrømodden, una lingua di terra di 0,5 km che lo separa dall'Adlersparrefjorden.

## Descrizione
Il Finn Malmgrenfjorden è inserito all'estremità Nord di una stretta penisola spesso costeggiata dalle balene, e lunga circa 6 miglia. Il fiordo, largo circa 4 miglia all'ingresso, si estende per oltre 7 miglia a Sud-Ovest. 
Le navi da pesca segnalano che esiste un canale sicuro che passa ad Ovest dell'Isolotto degli Alpini, proprio vicino ad un affioramento roccioso senza nome a Nord-Ovest del promontorio di Bergstromodden. Queste rocce, la cui posizione è comunque dubbia, sono indicate circa 2 miglia ad Ovest dell'Isolotto degli Alpini.

## Denominazione
Il fiordo prende il nome dal meteorologo ed esploratore artico Finn Malmgren, che partecipò ad entrambe le spedizioni artiche al Polo Nord del Generale Umberto Nobile a bordo del Dirigibile Norge nel 1926, e del Dirigibile Italia nel 1928, perdendo la vita tra i ghiacci nel tentativo di cercare soccorsi, dopo essere sopravvissuto allo schianto dell'aeronave sul pack artico.